# Migración cristiana

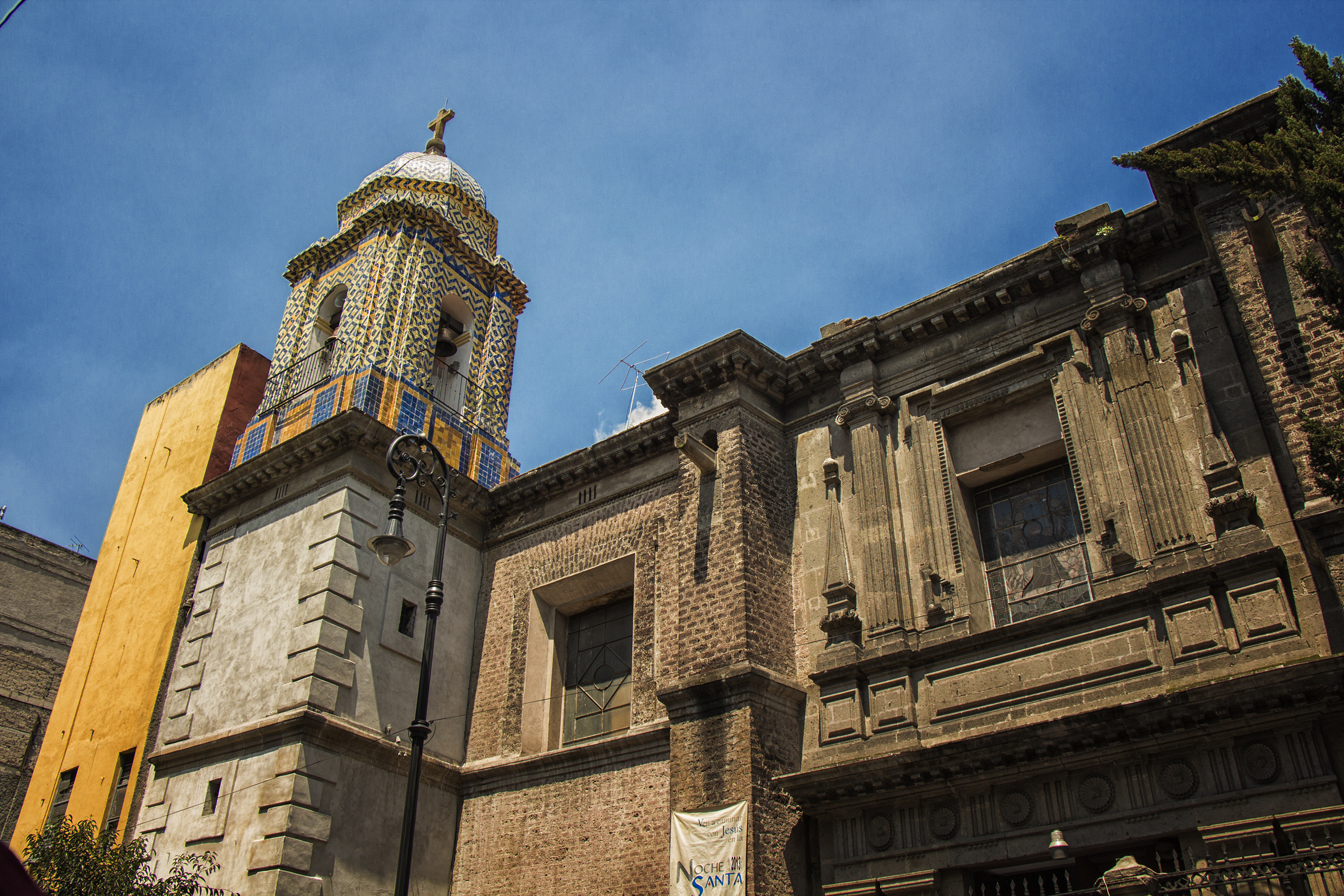
Fachada del templo de Nuestra Sra de Balvanera, en Ciudad de México.

La migración cristiana es el movimiento migratorio de personas cristianas a nivel internacional, que regularmente escapan de la discriminación religiosa que produce malos tratos, leyes que impiden o dificultan su libertad religiosa, impuestos especiales, o incluso la muerte; hacia sitios de mayor aceptación social.

## Causas
Existen diversos motivos por los cuales las personas cristianas o católicas deben abandonar la zona donde residen y emigrar a otro lugar a vivir, entre las que destacan:
- Países donde la intolerancia religiosa está extendida en ciertos grupos políticos[6] y civiles, que acosan[7][8] e impiden el libre ejercicio religioso,[9] y que provoca migraciones dentro de un mismo país a áreas menos intolerantes.

- Países con grupos conflictivos o armados o terroristas con ideologías fundamentalistas, que atentan constantemente contra la vida[10] de los cristianos del país.

- Países con legislaciones que impiden el ejercicio del cristianismo,[11] y cuyas leyes se emplean comúnmente en contra de ellos.[12]

- Persecución religiosa, ideologías anticatólicas, ideologías anticristianas, e intolerancia religiosa.

## Actualidad
Según diversos estudios, en el siglo XX habrían sido asesinados unos 45 millones de cristianos, y otros tantos millones se habrían visto forzados a dejar su tierra natal.
En el presente, los mayores movimientos migratorios por estas causas se registran en países de África, entre ellos, Egipto, Marruecos, Nigeria, Kenia, República Centroafricana, y en Asia, en países como Pakistán, Indonesia, regiones de la India, Laos, y hasta en Arabia Saudita.
Por ejemplo, en Irak, a causa de la inestabilidad y de los ataques dirigidos contra cristianos, muchos de ellos han huido a otros territorios: de los cerca de 800 mil cristianos que había en 2003, se calcula que quedan 450 mil en 2010.